# قصه عشق (فیلم ۱۳۸۵)
قصه عشق فیلمی به کارگردانی  و نویسندگی بیژن بیرنگ محصول سال ۱۳۸۵ ایران است.

## بازیگران
- یولیا کرینکه
- کارولینا گروچکا
- شهاب حسینی
- پژمان بازغی
- محمدرضا نجفی
- نیاسا بیضایی
- تینا نمکی یان